# バックカントリースノーボード

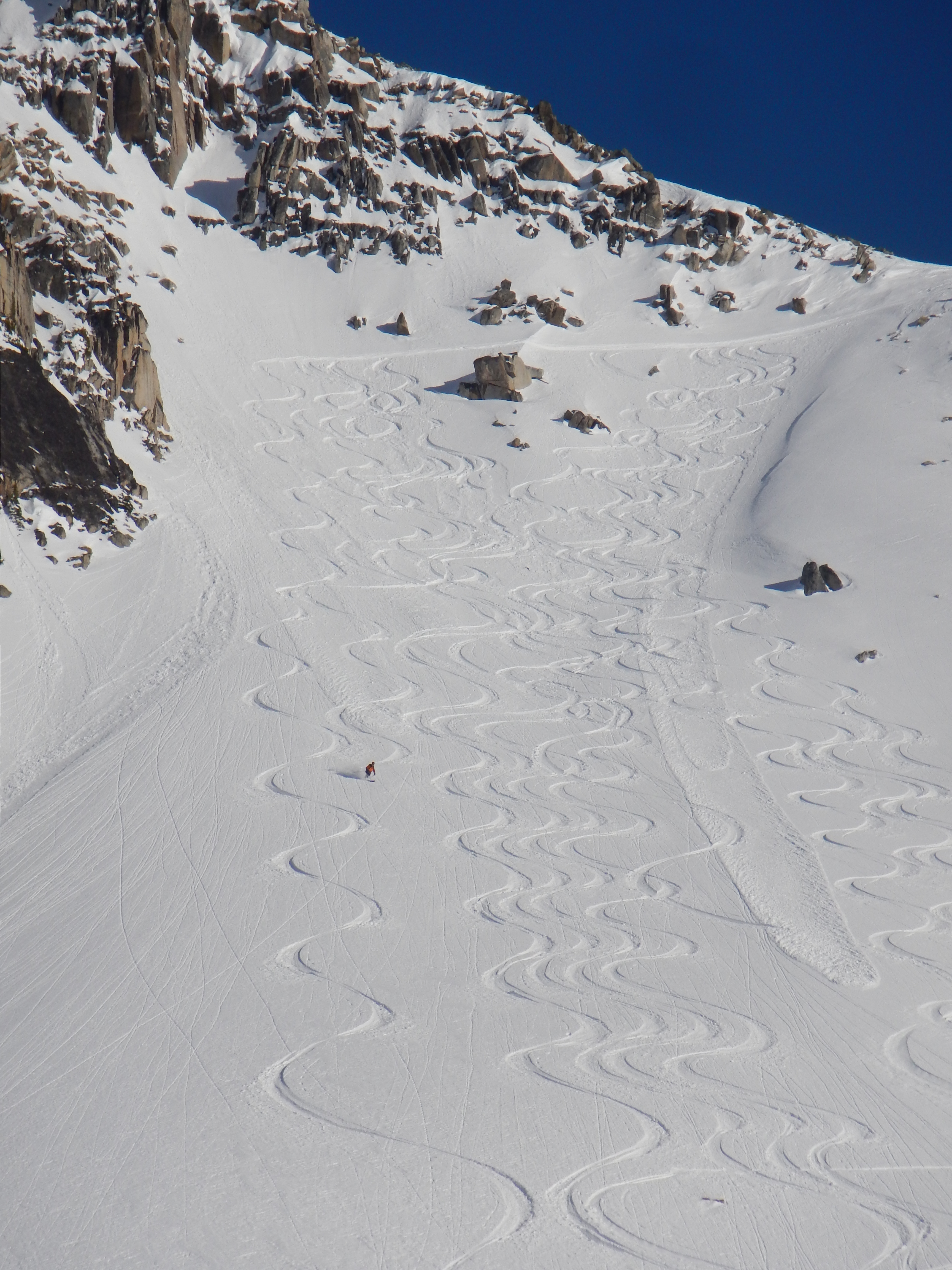
バックカントリースキーのシュプール

バックカントリースキーやバックカントリースノーボードは、スキー場など人工的につくられたリゾートではなく、バックカントリー（自然の山中）を滑るスキー、スノーボードのスタイルである。未整備の雪を滑ることができ、滑走コースは自由に決められるので人気がある。
徒歩あるいはリフトや車両、ヘリコプターを利用して雪山を登り、リゾートエリア外（オフピステ）を滑る。リゾートのように管理された範囲外での滑走となるため、より高度な滑走技術だけでなく、雪崩のリスクマネジメント、応急手当など、安全に関わる知識を学ぶことや、専用の装備が必要である。
ビッグマウンテン、狭義にはエクストリームなどとも呼ばれる。
日本の場合、標高が比較的低い場所に新雪が多く、都市部にも近く、バックカントリーのエリアにアクセスしやすいこともあり、外国人にも人気が高い。

## 用具
雪山登山に必要な道具と同じである。
スキー、スノーボード
基本的にスノーボードは深雪に浮きやすいものなので、積雪状況などにもよるが、極端なものを除けば普段使用しているボードを使用できる。ビンディングを若干後ろにつけるセットバックを行ったり、長く太いボードを使えば、より深い雪でも沈みにくくなる。また、専門的に楽しみたい人向けに、深雪向けを売りにしたボードもある。
スノーシュー、輪かんじき
雪上歩行具である。ヒールリフター機能がついたものの方が楽に登高できる。
ストック
伸縮式のものを使うのが一般的。スノーボードの場合、スキーと違い滑走中には使用しない場合が多い。深雪に指しても奥まで刺さりにくいよう、大き目のバスケット（リング）をつける。
ウェア
状況によっては通常のスキーウェアでも対応できるが、雪山登山と同じレベルの機能や性能が望ましい。登高時は汗をかくので、体温調節できるようにレイヤリングしたり、アウターにはベンチレーションがついているものが良い。ニットキャップ、ゴーグル、グローブは予備を携行すると安心。
バックパック
スキーやスノーボードをしっかりと固定でき、行程に合った容量のものが必要。
ビーコン、プローブ、シャベル
雪崩に巻き込まれた場合、救助活動に必要な最低限の装備である。

## 著名なスノーボーダー
- クレイグ・ケリー（英語版）
- トラビス・ライス（英語版）
- 國母和宏
- 竹内正則
- 玉井太朗

## 危険性・注意喚起
危険性としては、雪の固まり具合がゆるく、なだれが発生しやすい、樹木などの障害物があり、衝突の可能性がある、視界不良で道迷いすることがある、などがあげられる。
安全対策としては、積雪状況を確認する弱層テストを実施する、居場所を発信するビーコン（電波送受信機）などを装備する、現場を熟知したガイドが同行する、などがあげられる。
近年バックカントリースポーツでは、遭難者も増加し山岳救助の対象として各自治体が注意喚起している。その場合捜索・救出費用はほぼ全額が自己負担になっておりかなり高額である。